# Зиязетдинов, Рим Саляхович
Рим Саляхович Зиязетдинов (19 апреля 1953 — 11 марта 2018) — театральный актёр, народный артист Республики Башкортостан (2004).

## Биография
Зиязетдинов Рим Саляхович родился в деревне Богданово Миякинского района Республики Башкортостан.
Окончил Уфимский государственный институт искусств в 1972 году. С того же времени в труппе Салаватского театра.
Рим Зиязетдинов — яркий характерный актёр, обладающий богатой природной, актёрской органикой.
Рим Саляхович много лет является уполномоченным представителем Союза театральных деятелей Республики Башкортостан в Салаватском государственном башкирском драматическом театре.
Умер 11 марта 2018 года.

## Роли в спектаклях
- Старик Хадый — «Черти квартиранты» (Р. Киньябаев)[3]
- Молодой Булат — «Ляйсан» (Муртазин)
- Становой — «Зятёк» (Ибрагимов)
- П. Корчагин — «Драматическая песня» (Анчаров, Брагинский)
- Досужев — «Доходное место» (А. Островский)
- Солдат — «Ученик дьявола» (Дж. Б. Шоу)
- Мирзахан — «Потоки» (Т. Гиззат)
- Сапкын — «В ночь лунного затмения» (М. Карим)
- Ринат — «Не разлейся, счастье» (Ш. Рахматуллин)
- Самат — «Звезда счастья» (М. Хайдаров)
- Урмантаев — «Крик раненной птицы» (М.Хайдаров)
- Янгали — «Бахтигарай» (А. Мирзагитов)
- Тимербак — «Жизнь дважды не даётся» (А. Мирзагитов)
- Яхья — «Матери ждут сыновей» (А. Мирзагитов)
- Сапкын — «Антигона» (Софокл)
- Кутуш — «Тополя моей юности» (К. Акбашев)
- Айсуак — «Расстрелянный табун» (Ф. Буляков)
- Фарит — «Таштугай» (Ф. Буляков)
- Айрат — «У обрыва» (Н. Гаитбаев)
- Мурат — «Прощай, я ухожу» (Н. Гаитбаев)
- Буслаев — «Порог» (А. Дударев).
- Морозов — «Кисть брусники» (А. Губарев).
- Кинзя — «Утренний туман» (Ф. Богданов)
- Адам Федорович — «Ради любви» (Р. Байбулатов)
- Халфин — «Меня зовущие огни» (Ф. Богданов)
- Стражник — «Город без любви» (Л. Устинов)
- Зинатулла — «Обещание» (Ф. Асянов)
- Пионер — «Если любовь настоящая» (Х. Вахит)
- Форсат — «Не зашторивайте сердца» (И. Абдуллин)
- Сайфулла — «Черноликие» (М. Гафури)
- Угарев, Камаев — «Провинциальные анекдоты» (А. Вампилов)
- Раиль — «Цветок прощания — герань» (Ф.Буляков)
- Илготло — «Ашкадар» (К. Акбашев)
- Мухтар — «Миляш-Миляуша» (Н. Асанбаев)
- Кинзя — «Прости меня, мама!» (Р. Батулла).
- Ильдар — «Желтоволосая» (Кулдавлет)
- Диамар — «У обрыва» (Л. Валиев)
- Рамазан — «Гость в своём доме» (Чичков)
- Саяр — «Белое платье моей матери» (Ш. Хусаинов)
- Вали — «Шауракай» (М. Бурангулов)
- Мансур — «Не покидай меня, надежда» (Х. Иргалин)
- И.Федулов — «Салават» (М. Карим)
- Староста — «Гульшаян» (М. Амир)
- Тизык — «Змеиная кожа» (А. Дильмухаметова)
- Гафур — «Убью и уйду» (Н. Гаитбаев)
- Ослик — «Винни Пух и его друзья» (А. Милн, 2000)[4]

Всего за время работы в театре он сыграл более семидесяти ролей.

## Награды и премии
- Заслуженный артист Башкирской АССР (1983)
- Народный артист Республики Башкортостан (2004)